# Herko
Herko is een Duits historisch merk van motorfietsen.
De bedrijfsnaam was: Herkstroeter & Co., later Herko Motorenbau-Gesellschaft mbH, Bielefeld.
Herko was een Duits merk dat in 1923 begon met de productie van 122- en 158cc-tweetaktmotoren in versterkte fietsframes. De blokken hadden veel weg van Kurier-motoren, maar werden in eigen beheer geproduceerd. Net als de meeste kleine motorfietsmerken in die tijd bestond ook Herko niet lang: in 1926 stopte de productie.